# Jernhusen
Jernhusen AB est une entreprise suédoise qui possède et exploite les gares et autres bâtiments liés au réseau de chemin de fer suédois. La compagnie fut fondée en janvier 2001, d'une scission de SJ, l'ancienne entreprise ferroviaire nationale. Elle est toujours propriété de l'État suédois.